# Apanisagrion lais
Apanisagrion lais o caballito blanquinegro es un caballito del diablo de la familia de los caballitos de alas angostas (Coenagrionidae).

## Nombre común
- Español: caballito blanquinegro.

## Clasificación y descripción de la especie
Es un caballito del diablo de la familia Ceonagrionidae, el único representante del género Apanisagrion. Este es un género fuertemente relacionado al género centroamericano Anisagrion. Los machos se distinguen fácilmente de los demás caballitos de alas angostas por la presencia de un parche formado por una densa venación en la punta de las alas traseras. La coloración de los jóvenes es naranja, volviéndose blanco y negro en los individuos maduros.

## Distribución de la especie
Se distribuye desde el sur de Arizona en E.U.A. hasta Honduras.

## Ambiente terrestre
Se le encuentra en pastizales en áreas pantanosas o de humedales, también se les suele ver perchados en pastos a las orillas de riachuelos o pozas.

## Estado de conservación
No se considera dentro de ninguna categoría de riesgo.